# Oecetis scutulata
Oecetis scutulata är en nattsländeart som beskrevs av Martynov 1936. Oecetis scutulata ingår i släktet Oecetis och familjen långhornssländor. Inga underarter finns listade i Catalogue of Life.